# 界址

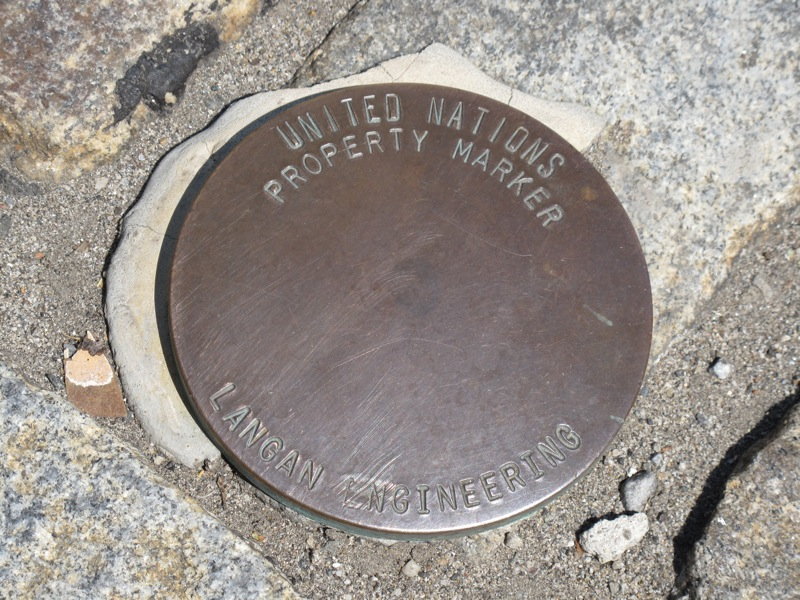
紐約聯合國總部外的土地界標。

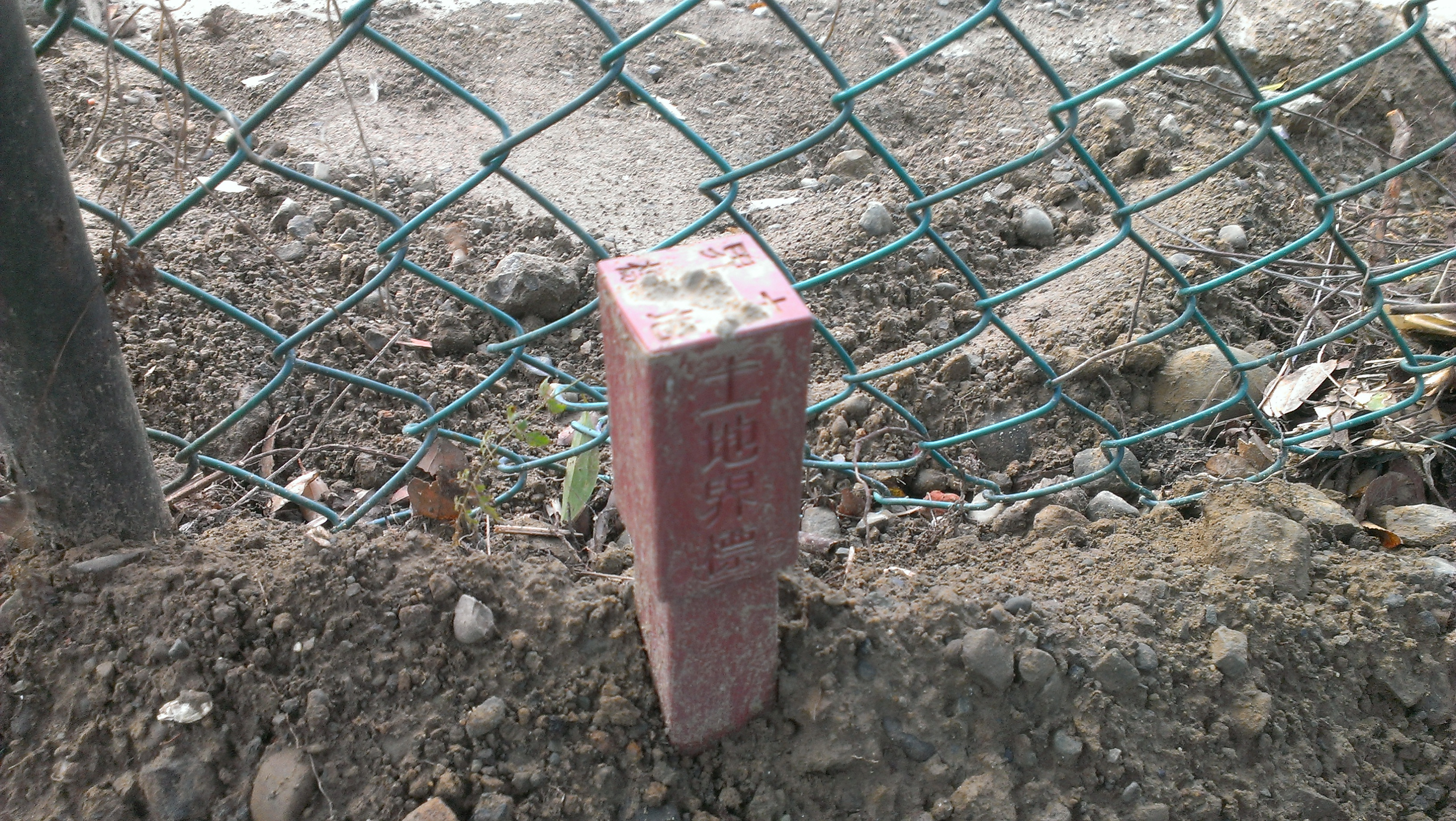
中華民國的土地界標。

一塊房地產或不動產，在法律上以界址作為限制。界址可以是地表的不連續地形或地物，如溝渠、河岸、樹籬、牆等類似物；但本質上，法律上的界址是一種概念實體、社會建構，附屬於同樣為抽象概念的財產權實體。
地籍圖顯示了各單位土地的界址以及其所有者。然而在任何文化或司法管轄區當中，土地、所有者與社會的關係遠比將土地方塊化來得複雜許多。因此，社會體系會明確界址的概念，並制訂規則與手段，將界址予以落實與具體化。

## 界址認定

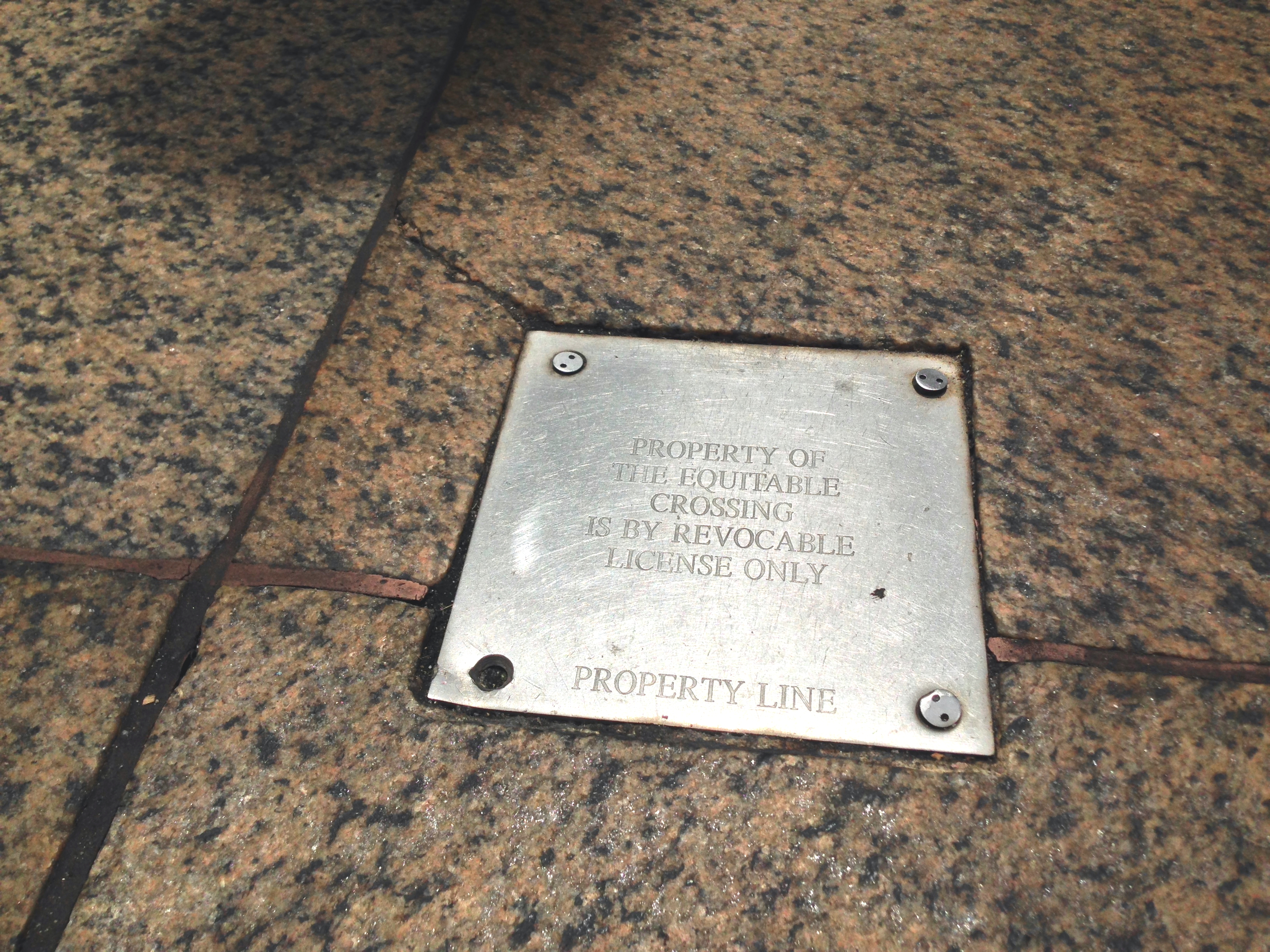
A private property line plaque separating the private property and the public right of way on a sidewalk in New York City. It declares that the public may utilize the space inside the private property by a revocable license, to prevent it to become a prescriptive easement.

法定界址通常會由專業測量員，採用經緯儀與/或現代全球定位系統等手段建立。
在地圖上，界址的界線通常會以「U+214A ⅊ PROPERTY LINE ，HTML：&#8522;」為標記。

## 外部連結
- 维基共享资源上的相關多媒體資源：界址